# Hegyi szirtipáfrány
A hegyi szirtipáfrány vagy északi szirtipáfrány (Woodsia ilvensis) szilikátos sziklák repedéseiben, sziklagyepeiben élő kis termetű páfrányfaj. Magyarországon fokozottan védett.

## Megjelenése

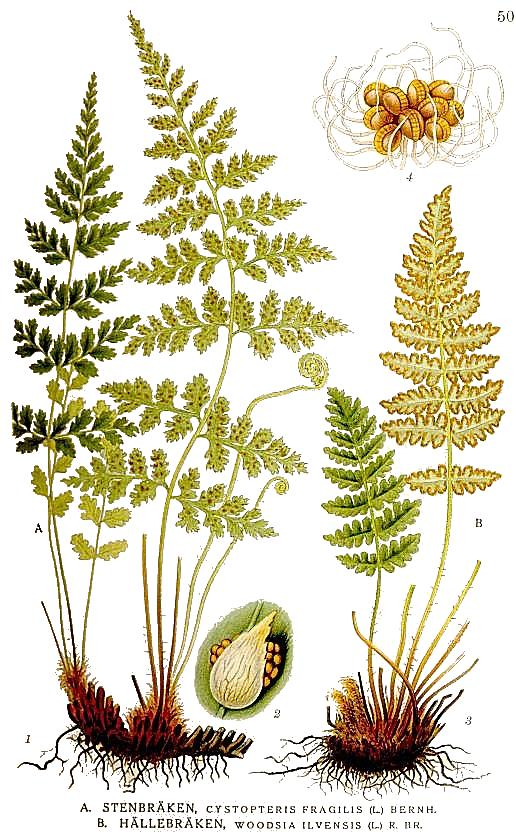
Hegyi szirtipáfrány (jobbra) és törékeny hólyagpáfrány (balra) összehasonlítása

A hegyi szirtipáfrány kis termetű, 5–15 cm, néha 20 cm magas évelő, lombhullató növény. Levélnyele különösen a töve felé vörösbarna, szőrökkel, pikkelyekkel borított, árkolt. A levél 5–15 cm hosszú, 1-3,5 cm széles, egyszeresen vagy kétszeresen összetett, összességében lándzsa alakú. Színe élénkzöld vagy barnászöld. A levél 4-10 szárnypárja többé-kevésbé egymással átellenesen áll. A legkisebb levéltagok oválisak, szélük csipkés és ritkásan szőrös. A levél alsó oldala az ovális vagy vese alakú spóratokokat (szóruszokat) körbevevő felhasadozott kinövések miatt szőrösnek látszik. A spóratokok a levélkaréjok szélei mentén helyezkednek el. 
Spórái július-augusztusban érnek.
Hasonlít hozzá a törékeny hólyagpáfrány (Cystopteris fragilis), amely nagyobb, levelei inkább osztottak és levéltagjai finoman fogazottak.
Tudományos nevét Joseph Woods angol botanikusról, illetve Elba szigetéről kapta. 

## Elterjedése
Eurázsia északi részén és Észak-Amerikában honos. Leginkább Skandináviában gyakori, de előfordul az Urálban, az Altájban, Japánban, Alaszkában, az Egyesült Államok északkeleti felén és Grönlandon is. Közép-Európában a Német-középhegységben és az Északi-Kárpátokban elterjedt.
Magyarországon a Zempléni-hegységben, a Bükkben, a Mátrában és a Börzsönyben él, de mindenütt ritka, hét ismert lelőhelyén összlétszáma alig éri el az ezret (ennek kb. fele a füzéri várhegyen). 
Magyarországon fokozottan védett, természetvédelmi értéke 100 000 Ft.

## Termőhelye
Sziklagyepekben, sziklahasadékokban, szirtfalak réseiben fordul elő. Mészkerülő, ezért főleg csak vulkáni eredetű, szilikátos kőzeteken nő; elsősorban cserjésekben vagy nyílt, savanyú talajú szikla- vagy mohagyepekben. Pionír növény. A szárazságot mérsékelten bírja. 